# أقمار هاوميا
أقمار كوكب هاوميا
كان «هاوميا» الذي يحمل اسم الهة الخصوبة في هاواي، قد اصطدم بجسم آخر صخري من تلك الاجسام القريبة من النظام الشمسي، ما ادى إلى نشوء القمرين (بقطر يتراوح بين 200 و300 كلم)، اللذين يحملان اسمي ابنتي الالهة.
كما أن نتيجة الدراسات والملاحظات أعطت نتائج أن 90% من مكونات قمري الكوكب هم من جليد الماء. وقد أطلق عليهما اسمين هما نماكا Namaka وهياكا Hi'iaka.
- "Hiʻiaka" الاسم المؤقت له.S/2005 (2003 EL61) 1 :

وهو القمر الأكبر والألمع والأبعد عن كوكبه، ويبلغ قطره نحو 310 كيلومتر، ويدور حول كوكبه في مدار دائري كل 49 يوما على مسافة 49,500 كيلومتر، وفيما يبدو أن الماء المتجمد يغطي جزءا كبيرا من سطحه وقد تم اكتشافه في 26 يناير 2005 من قبل فريق مايك براون.
- "Namaka" الاسم المؤقت له S/2005 (2003 EL61) 2 :

وهو القمر الأصغر والأقرب، قطره يبلغ نحو 170 كيلومتر، ويدور حول الكويكب في مدار إهليجي حاد نسبيا كل 18 يوما تقريبا وعلى مسافة 39,300 كيلومتر.
وقد اكتشفت في 30 يونيو 2005، على الرغم من أنه قد تم إعلان الاكتشاف رسميا في 29 نوفمبر 2005. وكان مكتشفه هو فريق مايك براون أيضاً.

## وظيفة القمرين
أن الأشعّة الشمسية تدمّر باستمرار البنية البلّورية للسطح الجليدي للكوكب، لذالك هناك حاجة لمصادر طاقة للحفاظ عليها، ووفاقاً للباحثين، فإن تأثير المد والجزر بين «هاوميا» وقمريه «هياكا» و«ناماكا» ووجود عناصر مشعّة داخل الكوكب الصغير، (بوتاسيوم-40 وثوريوم-232 واورانيوم-238) عاملان يؤمّنان هذه الطاقة المطلوبة.